# Amado Granell Mesado
Amado Granell Mesado (Borriana, 5 de novembre del 1898 - Sueca, 12 de maig del 1972) va ser un militar valencià del segle xx. Va participar en la Guerra Civil espanyola enquadrat en l'Exèrcit Popular de la República i va passar després al nord d'Àfrica, on es va enrolar en la Legió Estrangera Francesa que va combatre a l'Alemanya nazi durant la Segona Guerra Mundial. Va encapçalar la columna de vehicles de la 9a Companyia de la 2a Divisió Blindada que, integrada per republicans espanyols, va ser la primera unitat militar aliada que va entrar en París després de la seva ocupació per la Wehrmacht.
Com a tal, va aparèixer en la portada del diari Libération l'endemà de l'Alliberament de París, reunit amb els líders de la resistència francesa.

## Biografia

### Joventut
Era fill d'un importador de fusta de Borriana i es va allistar en la Legió Espanyola en 1921 on aconseguí el grau de sergent, encara que va haver de retornar a la llar familiar per motius econòmics quan el vaixell del seu pare es va enfonsar durant una travessia. Després es va casar amb Aurora, amb qui va regentar una tenda de motocicletes a Oriola just fins a l'esclat de la Guerra Civil espanyola el 18 de juliol de 1936.

### Guerra civil
En iniciar-se la Guerra Civil espanyola es va allistar en el Comitè d'Enllaç Antifeixista d'Oriola i al setembre en l'Exèrcit Voluntari, format per defensar a la Segona República Espanyola, on va ser destinat al Batallón de Hierro, una unitat de xoc, on va aconseguir el grau d'alferes. En 1937, i afavorit per la seva experiència en la Legió, Granell va ser ascendit a Major, rebent el comandament del Regiment Motoritzat de Metralladores, compost per uns 1200 homes, i que va participar en la defensa de Madrid.
Més tard, assumí el càrrec de comandant de la 49a Brigada Mixta, formada pels batallons 193,194,195 i 196, i encarregada de la defensa de Castelló. Un d'aquests batallons, el 193, va combatre contra les tropes franquistes l'any 1938 pels voltants de Benicarló quan els militars rebels començaven a guanyar terreny per la província de Castelló. El 15 de juny de 1938, però, va haver de batre's en retirada cap al sud davant l'embranzida de l'Exèrcit Nacional. Ja prop del col·lapse de la República, el 28 de març de 1939, juntament amb unes 2700 persones, entre civils i combatents, va embarcar en el port d'Alacant en el vaixell mercant Stanbrook, que els va traslladar a Orà, a l'Algèria francesa.

### Segona Guerra Mundial

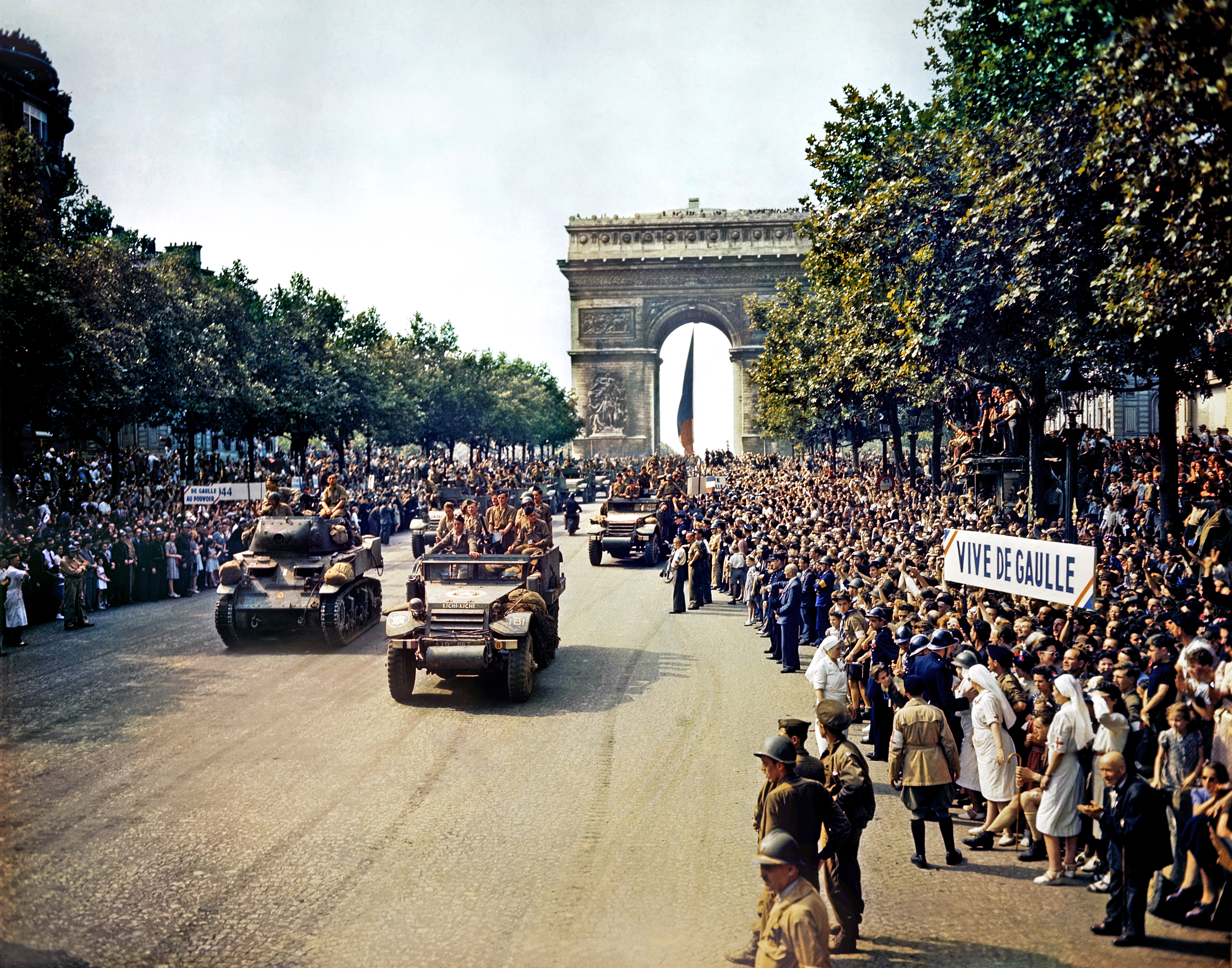
La 2a Divisió Blindada desfila victoriosa a París pels Camps Elisis, junt a l'Arc de Triomf, el 26 d'agost de 1944.

Després de dos dies d'incerta navegació el Stambrook, carregat d'exiliats espanyols, va aconseguir burlar el bloqueig de la flota franquista i va arribar al nord d'Algèria, fondejant finalment al port d'Orà. Ací va començar per a Amando Granell una aventura que probablement ell mai no havia imaginat, i que el va portar a participar activament en la II Guerra Mundial.
Després d'una estada en els camps de concentració establerts per les autoritats colonials franceses, Granell i altres excombatents van ser alliberats després de la Campanya del Desert Occidental per les forces anglo-estatunidenques. A continuació, i juntament amb uns 7.000 soldats republicans, es va allistar en la Legió Estrangera Francesa. Va ser enrolat en el Regiment de Marxa del Txad, que més tard va ser integrat en la 2a Divisió Blindada, al comandament del general Philippe Leclerc de Hauteclocque, en la qual hi havia uns 2.000 republicans espanyols. Amb el grau de tinent legionari Amado Granell va començar la seua participació en la II Guerra Mundial combatent contra les tropes alemanyes de l'Afrika Korps que comandava el mariscal Rommel.
La 2a Divisió Blindada va ser traslladada a Anglaterra on, després d'un període d'entrenament, havia de passar a França després del Desembarcament de Normandia. L'1 d'agost de 1944, la 9a Companyia del Regiment de Marxa del Txad, composta per combatents espanyols, en la qual es trobava enquadrat Granell, va desembarcar en la platja Utah.

### Alliberament de París
Després d'un accidentat avanç cap a París, frenat per la resistència alemanya a Écouché, el regiment es va trobar a les portes de París el 24 d'agost. Llavors, el general Leclerc, i per una qüestió d'honor, va ordenar al capità Raymond Dronne, qui comandava la 9a Companyia, que fos la seva unitat qui, sense esperar ordres del comandament aliat, entrés primer a la ciutat anticipant-se a les forces nord-americanes. Així, a les nou de la nit, dues seccions de la 9a Companyia, una d'elles encapçalada per Dronne i l'altra per Amado Granell, compostes per 120 homes i 22 vehicles, van entrar a la capital francesa. Atacant i defensant-se dels atacs dels soldats alemanys la secció que comandava Granell va aconseguir arribar pels carrers de París fins a l'ajuntament de la capital. Granell va esdevenir el primer oficial de les forces franceses lliures que va entrar a París el 24 d'agost de 1944, on va ser rebut a l'Ajuntament per Georges Bidault, el líder de la resistència, que ja s'havia instal·lat allí.
La imatge va ser captada per un fotògraf i l'endemà va aparèixer en la portada del diari Libération.
Posteriorment, les pressions del govern de Franco sobre el general De Gaulle i l'interès per crear el simbolisme que havien estat les tropes franceses les primeres a entrar a París, van alterar la informació recollida històricament. L'any 1964, el capità Raymond Dronne, comandant de la 9a Companyia va escriure un article per la revista Hispania, l'òrgan de difusió de la FEDIP, on descrivia amb tot detall el desenvolupament de la jornada.
Després de l'alliberament de París, La Nou va ser traslladada al front alemany, on va participar activament en la presa del Niu de l'Àguila, el refugi de vacances d'Adolf Hitler als Alps Bavaresos. Dels 144 homes que componien la 9a Companyia quan va desembarcar en Normandia, únicament 16 van sobreviure a la guerra. 96 dels seus morts van ser excombatents republicans espanyols.
Decebut per les intrigues polítiques que potenciaven als militars de carrera i relegar els combatents reals, i especialment afectat per la pèrdua de companys, decideix deixar de lluitar en arribar a les ribes del Rin. El 28 de novembre de 1944 Dronne va manifestar: «Amb Granell se'n va part de l'ànima de la Nou».

### La postguerra
Després de la guerra, Granell va rebre la Legió d'Honor de mans de Philippe Leclerc de Hauteclocque, qui el va felicitar: "Si Napoleó va crear la Legió d'Honor per recompensar als valents, ningú s'ho mereix més que vostè".
Va rebutjar l'oferta d'ascendir a comandant de l'exèrcit francès per haver d'adoptar per a això la nacionalitat francesa.
Per la gran rellevància aconseguida a França, va actuar com a intermediari entre polítics monàrquics i republicans espanyols en un pla afavorit pels Estats Units i el Regne Unit que intentava situar a Joan de Borbó, pretendent del tron espanyol, com a cap de l'Estat. Amb aquest propòsit i en representació de Francisco Largo Caballero, Granell es va reunir a Lisboa el 4 d'abril de 1946 amb José María Gil Robles, en un primer acostament. L'operació va fracassar després de l'acord aconseguit entre Don Joan i el General Franco, que van pactar que el fill d'aquell, el príncep Joan Carles, fóra el futur cap d'Estat. Després d'aquest fracàs, que va minar totes les esperances de Granell de derrocar la dictadura franquista, va abandonar per complet la vida política.
En 1950 va obrir un restaurant a París, anomenat "Los Amigos", que es va convertir en lloc de reunió dels republicans espanyols exiliats. Més endavant va poder tornar a Espanya clandestinament i es va establir a Santander, València i Alacant. En 1952 va obrir la botiga d'electrònica Radio Colón, situada al carrer de Colom de València. Va morir en un accident de trànsit prop de Sueca el 12 de maig de 1972, precisament quan es dirigia al consolat de França a València, per gestionar el cobrament d'un subsidi pels seus serveis com a oficial de l'exèrcit francès.

### Posteritat

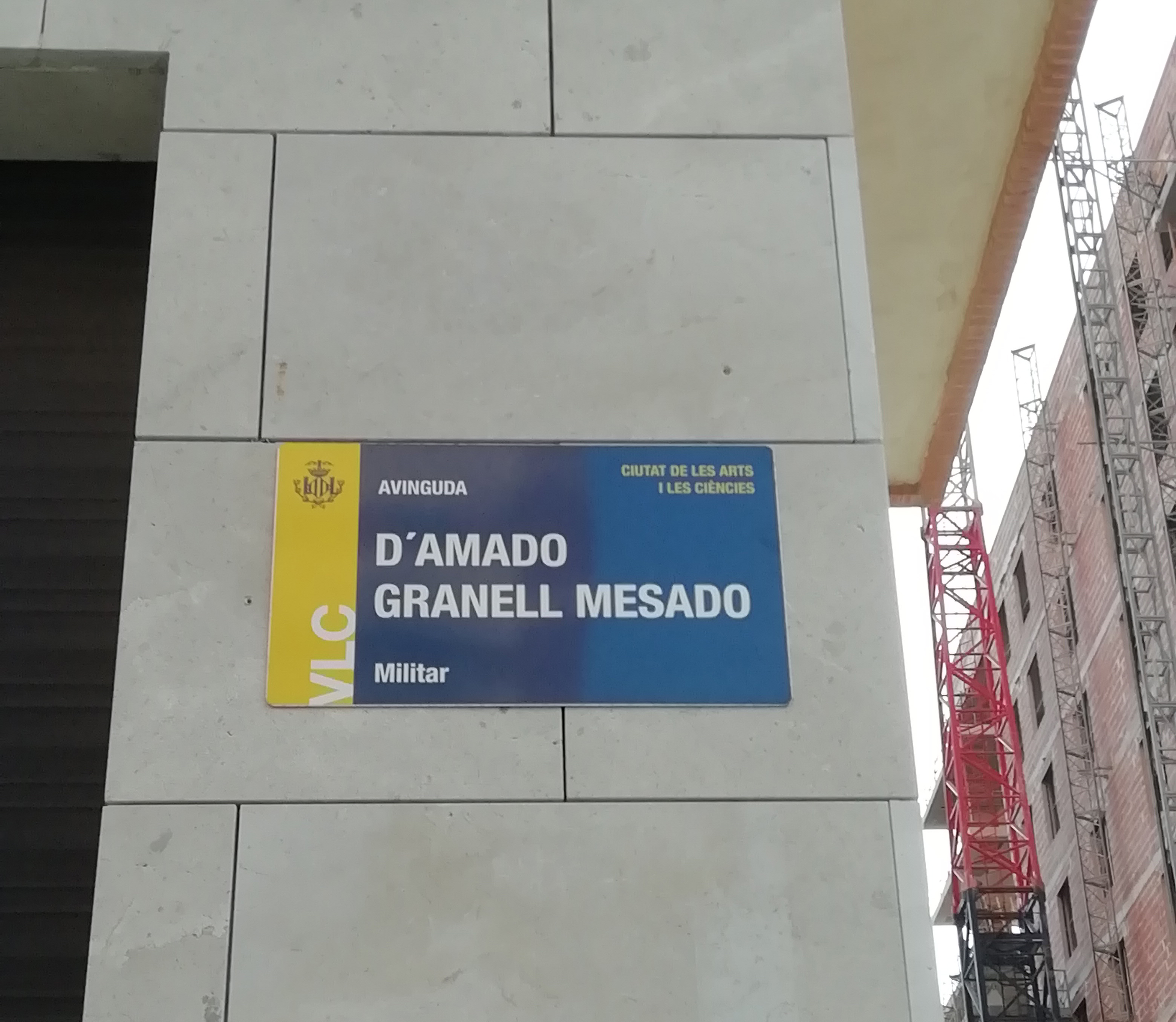
Placa definitiva de l'avinguda Amado Granell a València.

En 2016 donà nom a un carrer d'Alacant però poc després fou retirat per la voluntat del govern municipal de PP i Ciutadans. L'agost de 2019, coincidint amb el 75è aniversari de l'alliberament de París, el grup municipal de Compromís instà al govern a homenatjar de nou a Granell dotant-li de nom a un carrer.
En 2017 l'Ajuntament de València va decidir dignificar la seua memòria posant-li el seu nom a una avinguda de la ciutat, abans anomenada General Urrutia, situada al barri de Montolivet. Anteriorment havien inclòs el seu nom a un carrer, sense urbanitzar, del barri de la Fonteta de Sant Lluís.